# Pârâul Noroios, Telciu
Pârâul Noroios este un curs de apă, afluent al râului Telciu. 